# Clase Rodman-66
La Clase Rodman-66 es una serie de patrulleras diseñadas y fabricadas por el astillero español Rodman Polyships, de la parroquia de Meira, municipio de Moaña, Pontevedra. Están construidas en poliéster reforzado con fibra de vidrio y pueden navegar entre 450 y 550 millas sin tocar puerto, siendo capaces de manejarse en temporales de hasta fuerza 6.

## Componentes
Alemania -  España -  Estados Unidos

### Estructura
| Sistema | País              | Fabricante       | Notas |
| ------- | ----------------- | ---------------- | ----- |
| Casco   | Bandera de España | Rodman Polyships |       |

### Armamento
| Sistema                 | País                      | Fabricante            | Notas                  |
| ----------------------- | ------------------------- | --------------------- | ---------------------- |
| Ametralladoras medianas | Bandera de Estados Unidos | Browning Arms Company | 1 unidad M2 de 12,7 mm |

### Propulsión
| Sistema | País                | Fabricante | Notas             |
| ------- | ------------------- | ---------- | ----------------- |
| Motores | Bandera de Alemania | MTU        | 2 unidades diésel |

## Ventas
El primer comprador fue la Armada Española, que adquirió cuatro ejemplares para utilizarlos en la instrucción de guardiamarinas en la Escuela Naval Militar de Marín (Pontevedra). Fueron entregados dos en 2006, dos en 2007 y otros dos en 2020.
El siguiente en adquirirlas fue el Servicio Marítimo de la Guardia Civil, con once unidades, que recibió a partir de 2008. Van equipadas con medios infrarrojos para visión nocturna, GPS y sistemas de comunicación vía satélite.
Por último, a finales de 2006 se anunció un pedido de 12 patrulleras por parte de Gabón.

## Unidades

### Armada Española

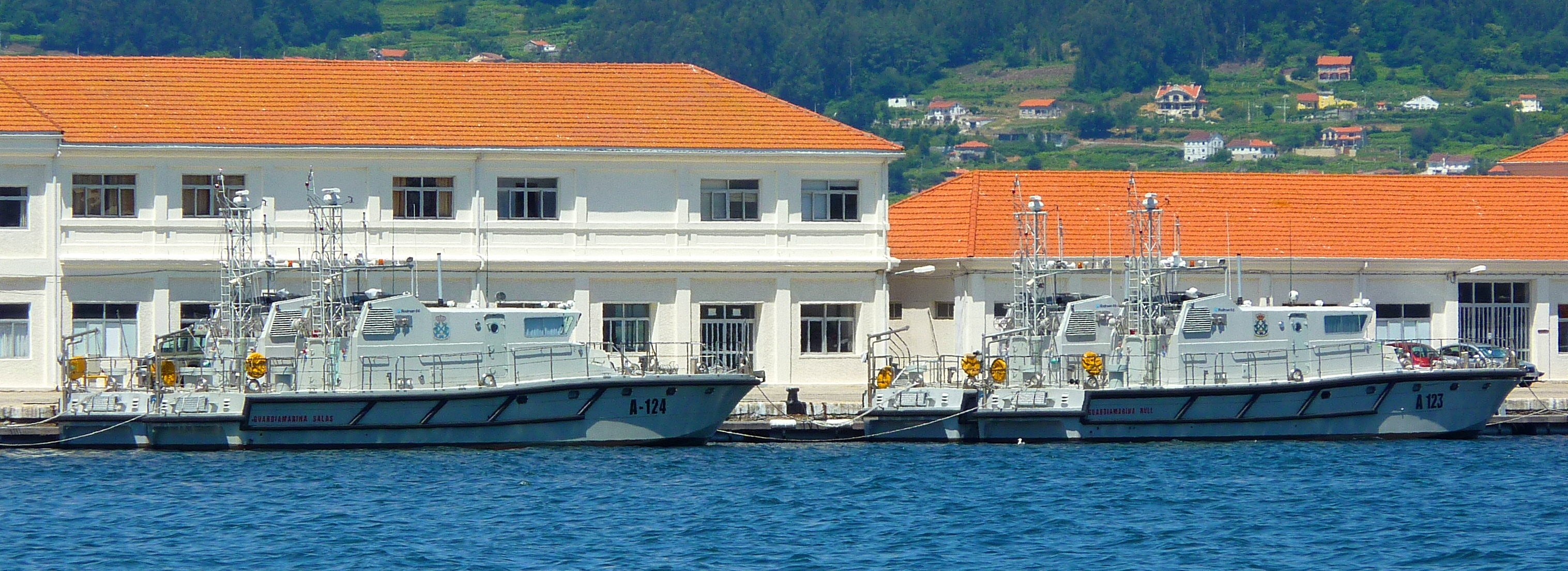
Las cuatro Rodman-66 de la Armada Española en la Escuela Naval Militar de Marín.

| Código | Nombre                             | Número de serie | Año de entrada en servicio | Año de baja | Base                        | Observaciones |
| ------ | ---------------------------------- | --------------- | -------------------------- | ----------- | --------------------------- | ------------- |
| A-121  | Guardiamarina Barrutia             |                 | 2006                       | En servicio | Marín (Pontevedra)          |               |
| A-122  | Guardiamarina Chereguini           |                 | 2006                       | En servicio | Marín (Pontevedra)          |               |
| A-123  | Guardiamarina Rull                 |                 | 2007                       | En servicio | Marín (Pontevedra)          |               |
| A-124  | Guardiamarina Salas                |                 | 2007                       | En servicio | Marín (Pontevedra)          |               |
| A-125  | Maestre de Marinería Bustelo Pavón |                 | 2020                       | En servicio | La Graña Ferrol (La Coruña) |               |
| A-126  | Maestre Marinería Pérez Verdú      |                 | 2020                       | En servicio | La Graña Ferrol (La Coruña) |               |
| A-127  | Guardiamarina Godínez              |                 | 2023                       | En servicio | La Graña Ferrol (La Coruña) |               |
| A-128  | Guardiamarina Herrero              |                 | 2023                       | En servicio | La Graña Ferrol (La Coruña) |               |
| P-84   | Isla Pinto                         |                 | 2023                       | En servicio | Melilla                     |               |

### Servicio Marítimo de la Guardia Civil

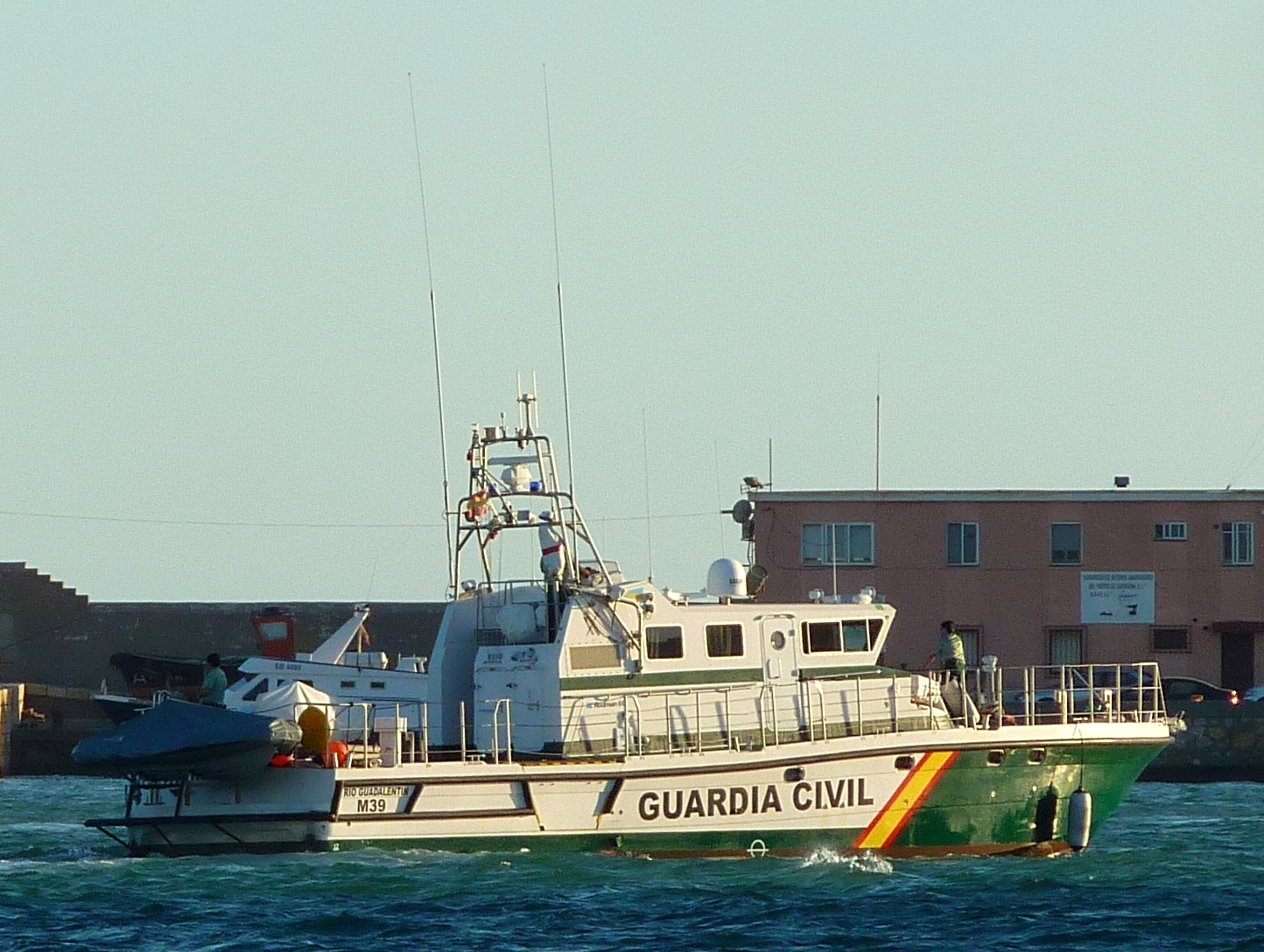
La patrullera Río Guadalentín saliendo de su base en el puerto de Cartagena.

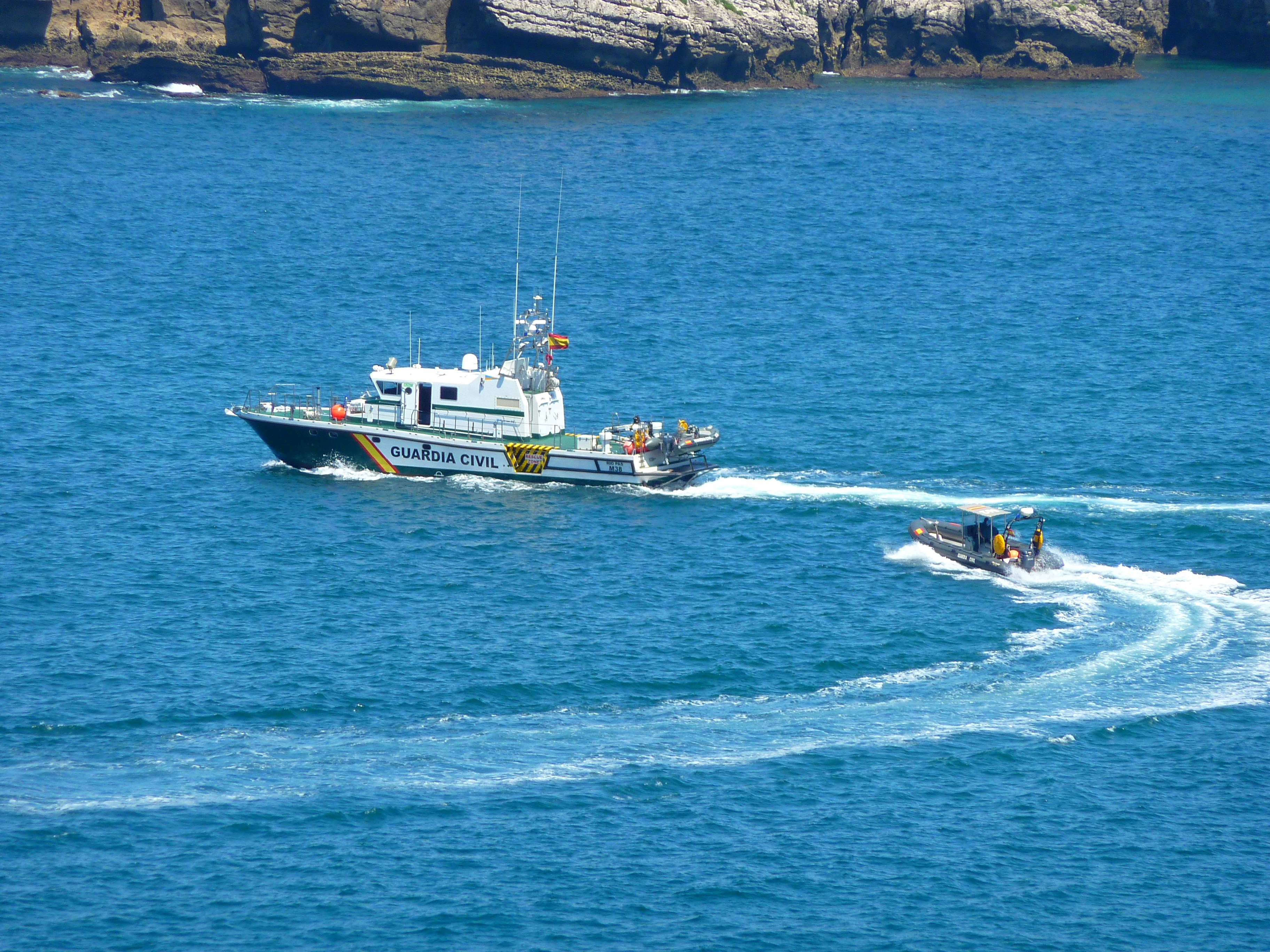
La Río Pas y una lancha semirrígida, también perteneciente al Servicio Marítimo de la Guardia Civil, frente a la isla de Mouro (Santander).

| Código | Nombre           | Número de serie | Año de entrada en servicio | Año de baja | Base                                                     | Observaciones                                                                               |
| ------ | ---------------- | --------------- | -------------------------- | ----------- | -------------------------------------------------------- | ------------------------------------------------------------------------------------------- |
| M38    | Río Pas          | EA2908          | 2008                       | En servicio | Santander (Cantabria)                                    |                                                                                             |
| M39    | Río Guadalentín  | EA4447          | 2008                       | En servicio | Cartagena (Murcia)                                       |                                                                                             |
|        | Pico del Teide   | EA2259          | 2008                       | En servicio | Los Cristianos (Santa Cruz de Tenerife)                  | Sustituta de la Río Palma, A05, encallada en 2008.                                          |
|        | Río Guadalquivir | EC2260          | 2008                       | En servicio | Gerona                                                   | Destinada inicialmente en Cádiz, donde fue sustituida en enero de 2008 por la Río Ulla, M30 |
|        | Canal Bocayna    | EC2315          | 2008                       | En servicio | Corralejo (Las Palmas)                                   |                                                                                             |
|        | Río Tordera      | EC2303          | 2008                       | En servicio | Barcelona                                                |                                                                                             |
| M43    | Río Ter          |                 | 2010                       | En servicio | Benalmádena (Málaga)                                     |                                                                                             |
| M44    | Río Genil        |                 | 2010                       | En servicio | Motril (Granada)                                         |                                                                                             |
| M45    | Río Gállego      |                 |                            | En servicio | Estación Naval de Porto Pí (Palma de Mallorca, Baleares) |                                                                                             |
| M46    | Río Nacimiento   |                 | 2010                       | En servicio | Almería                                                  |                                                                                             |
| M47    | Río Nansa        |                 | 2011                       | En servicio | Castellón de la Plana                                    |                                                                                             |